# Lucas Romero
Lucas Daniel Romero (Loma Hermosa, 18 aprile 1994) è un calciatore argentino, centrocampista del Cruzeiro.

## Carriera

### Club
Ha esordito nella massima serie argentina con il Vélez Sarsfield nella stagione 2012-2013.

### Nazionale
Viene convocato per le Olimpiadi 2016 in Brasile.

## Palmarès

### Club

#### Competizioni nazionali
- Coppa del Brasile: 2

Cruzeiro: 2017, 2018

#### Competizioni internazionali
- CONCACAF Champions League: 1

Leon: 2023